# Enrique III el Blanco

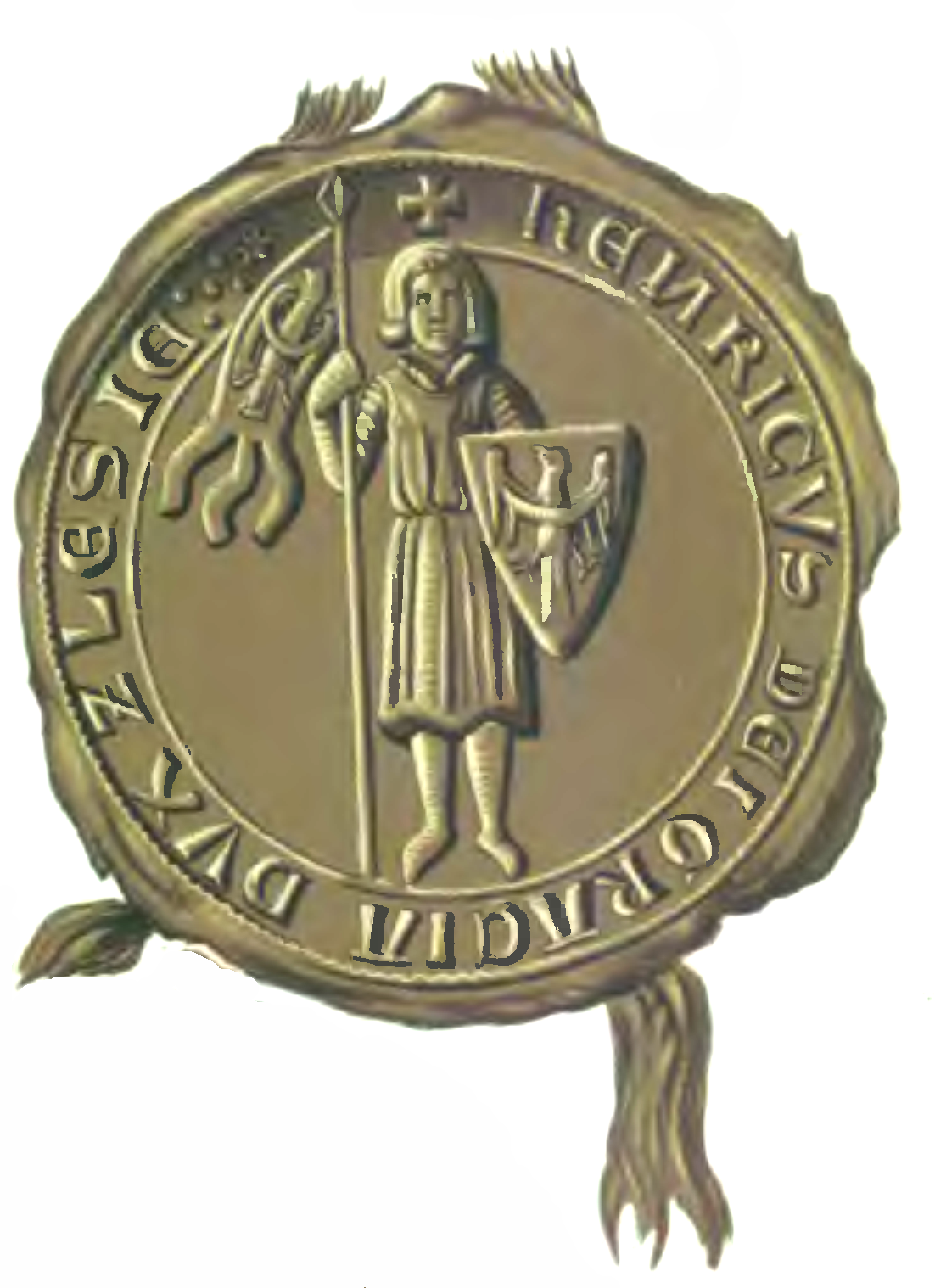
Sello de Enrique III el Blanco

Enrique III el Blanco (en polaco: Henryk III Biały) (c. 1227/1230 - 3 de diciembre de 1266), miembro de la Piastas de Silesia, fue Duque de Silesia en Breslavia desde 1248 hasta su muerte, como cogobernante con su hermano Władysław.

## Vida
Era el tercer hijo del Gran Duque Polaco Enrique II el Piadoso, y su esposa Anna, hija del rey Prmislida Otakar I de Bohemia. A la muerte de su padre en la Batalla de Legnica el 9 de abril de 1241, Enrique III aún era menor de edad y quedó bajo el cuidado de su madre junto con sus hermanos Konrad y Władysław.
En 1242, la inesperada muerte de su hermano Mieszko, lo colocó segundo en la sucesión justo por detrás de su hermano Boleslao II el Calvo. Desde entonces, se convirtió en la cabeza de la oposición política en la Baja Silesia contra el gobierno de Boleslao II.

### Duque de Breslavia

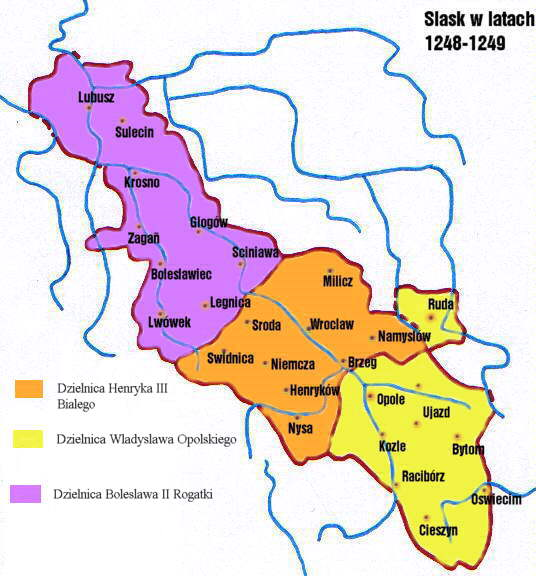
Partición de Silesia de 1248/49, Ducado de Wrocław de Enrique en orange

La primera aparición de Enrique III como adulto tiene lugar en 1247; sin embargo, Boleslao II no tenía ninguna intención de compartir el poder con él. Solo cambió de opinión después de que sus hermanos se levantaran contra él y lo capturaran. Enrique III fue nombrado entonces cogobernante con su hermano mayor, pero la solución no funcionó y un año más tarde, bajo la presión de Enrique III, se decidió dividir los territorios de Legnica–Głogów–Lubusz y Breslavia. Boleslao, como hermano mayor, decidió quedarse con Legnica, ya que recientemente se había descubierto oro en los ríos Kaczawa y Wierzbiak.
Puede que Boleslao II esperara que Enrique tuviera dificultades en Breslavia y que el ducado acabara volviendo él, pero Enrique demostró ser un gobernante fuerte, y se impuso rápidamente sobre la nobleza de la zona. Como parte del acuerdo, se establecía la obligación de ofrecer hospitalidad a los otros dos hermanos,, Konrad y Władysław, que serían destinados a la vida religiosa. Mientras Enrique consiguió que Vladislao entrara en la iglesia, Boleslao tuvo que enfrentarse a Conrad, sobre todo después de que este último reclamara sus propios territorios y se negara a convertirse en sacerdote. La guerra abierta entre Enrique III (que apoyó a Conrado) y Boleslao II era solo cuestión de tiempo.
Boleslao II, sin fondos, comenzó a plantearse la posibilidad de un conflicto armado con sus hermanos. Para obtener los recursos necesarios, decidió vender la mitad de Lubusz al Arzobispo de Magdeburgo. Por su parte, Enrique III se procuró el apoyo de los gobernantes de Meissen. Derrotado, Boleslao II se vio obligado a ceder el distrito de Głogovia a Conrado, que deseaba forzar la intervención de Enrique III sobre Legnica en 1250. Cuando Conrado decidió secuestrar a Boleslao II, esto fue demasiado incluso para Enrique. Sin embargo, Enrique trató desde entonces de evitar los conflictos con sus hermanos. Solo en 1253, cuando la autoridad de Boleslao II se derrumbó por completo, Enrique III le ayudó a regresar a su Ducado.

### Alianza con Bohemia y guerra contra los duques de la Gran Polonia
Entre los años 1250 y 1260 Enrique III se convirtió en el más poderoso duque Piasta de Baja Silesia. Por tanto, er lógico que interviniera activamente en la política internacional. Se alió con sus parientes, los Duques de Opole y Głogovia, y con los reyes de Bohemia, Wenceslao I y Otakar II (en los años 1251, 1252, 1259, 1261 Enrique III estaba en la corte real en Praga). La cooperación con los Premislidas, sin embargo, no tuvo los resultados esperados. Después de que Bohemia decidiera disputar la sucesión de los Babenberg de Austria con apoyo inglés, Enrique III reafirmar su alianza con ellos y repudió su tratado con los gobernantes de la Gran Polonia, Premislao I y Boleslao el Piadoso y la Dinastía Árpád. Decidieron castigar a Enrique III, y durante 1253-1254 el ducado de Breslavia fue sitiado y saqueado. Enrique intentó mejorar su posición, bien mediante chantaje o soborno pero sin resultados relevantes.

### Política interna y relaciones con la nobleza
En la política interior, Enrique III trató de proteger los intereses de la dinastía Piasta, y la iglesia lo apoyó activamente, ya que Enrique III apoyó al obispo Tomás de Breslavia contra Boleslao II en sus disputas. Esta política en particular no agradó a la nobleza de Breslavia, que se levantó en 1266.
Otra característica del gobierno de Enrique III fue la intensa colonización alemana de Baja Silesia, que contribuyó significativamente al crecimiento y prosperidad de su ducado. En esta época se fundaron numerosas ciudades, y en Ostrów Tumski en Wrocław se construyó un enorme castillo. Enrique III también apoyó generosamente a los artistas.

### Revuelta de 1266
La política interna de Enrique III provocó una rebelión popular en 1266. El pretexto surgió a mediados del año 1266 cuando se intentó forzar la división del Ducado de Breslavia entre Enrique III y su hermano, el Arzobispo Władysław de Salzburgo. Władysław en ningún momento había participado en la revuelta y este levantamiento supuso una sorpresa total para él. Sus orígenes están ciertamente entre la nobleza.
El historiador polaco Jerzy Mularczyk, indica dos posibles líderes para la revuelta: por un lado, el obispo Tomás de Breslavia, que, aprovechando la aparente debilidad de Enrique III, trató de fortalecer la posición de la iglesia; pero después de ver cómo el duque concentraba todo el poder en sus manos y despojaba a la nobleza de sus privilegios, temía que el duque pudiera hacer lo mismo con la Iglesia.
El segundo líder posible sería Boleslao II el Calvo que esperaba, en caso de que llegara a dividirse el ducado de Breslavia y la teórica muerte de Władysław sin herederos -ya que era un hombre de iglesia -, recuperar al menos 1/3 de Breslavia (los restantes 2/3 serían retenidos por Enrique III, su otro hermano Conrad, y sus descendientes) para él o sus sucesores. El acercamiento entre el obispo Tomás y Boleslao II queda demostrado por un documento, en el que el duque de Legnica llamaba al obispo Tomás  "compater noster", una forma inusual de referirse a alguien y que implica la existencia de un vínculo estrecho entre ellos. Sin embargo, no existen pruebas que avalen esta teoría. De la revuelta de mediados del año 1266 poco se sabe, pero sin duda fracasó, ya que el Ducado no se dividió.

### Muerte
Enrique III no llegó a tiempo para celebrar su éxito, porque murió repentinamente pocos meses después, cuando contaba con solo treinta y nueve años de edad. Como es habitual en este tipo de situaciones, pronto comenzaron a circular rumores que hablaban de envenenamiento. Esto se refleja, en el Kronika polska, escrita por el monje cisterciense Engelbert alrededor de 1283-1285.
La fuente de las circunstancias antinaturales de su muerte sugiere que algunos de los duques de Silesia podrían haber conspirado contra él, lo que tiene cierto fundamento, ya que Enrique pasó sus últimos meses luchando para mantener su gobierno, lo que suscitó la aparición de grupos de descontentos que pudieron decidir eliminarlo de la escena.
La participación de los dos posibles líderes de la revuelta de mediados de 1266, el obispo Tomás y Boleslao II el Calvo, parece improbable. Breslavia pasó a manos de Enrique IV, menor de edad, bajo la regencia del arzobispo Władysław, que no alteró la política de su hermano.
Además de la Kronika polska, la misteriosa muerte de Enrique III fue escrita incluso en su lápida: Anno domini Millesimo, Nonas Decembris obiit veneno inclitus dux Wratislaviensis Henricus tertius, secundus filius secundi Henrici, a Thartaris. A partir de ahí, esta información será recibida por la Crónica de los Duques de Silesia y la Genealogía y la vida de Santa Eduvigis de Jan Długosz.
El año de la muerte de Enrique III es absolutamente seguro, como lo confirman todas las fuentes documentales y orales de la época. Sin embargo, hay disparidades acerca de la fecha exacta. El 3 de diciembre es la fecha más probable, aunque también se barajan otros días como el 1 de diciembre, 5 de diciembre y 29 de noviembre. Enrique III fue enterrado en la Iglesia de Clara en Wrocław, que todavía estaba en construcción.

## Matrimonios y descendencia

El águila sin corona negra de las Piastas de Silesia

El 2 de junio de 1252, Enrique III se casó por primera vez con Judith (n. 1222/25 – m. 4 de diciembre de 1257/65?), hija del Duque Conrado I de Mazovia y viuda de Mieszko II el Gordo, Duque de Opole. Tuvieron dos hijos:
1. Hedwig (b. ca. 1256-d. aft. 14 de diciembre de 1300), casada en primer lugar por 1271/72 a Enrique, Señor de Pleissnerland - hijo mayor de Alberto II, Margrave de Meissen- y en segundo lugar en 1283 con Otón I, Príncipe de Anhalt-Aschersleben.
2. Enrique IV Probus (b. ca. 1258-m. 24 de junio de 1290).

Poco antes de su muerte en 1266, Enrique III se casó por segunda vez con Helena (n. 1247-m. 12 de junio de 1309), hija de Alberto I, Duque de Sajonia. No tuvieron hijos.